# Androcid
Androcid je izraz koji se odnosi na sustavno ubijanje muškaraca, dječaka ili muškaraca općenito. U cijelom svijetu, muškarci čine 79% od nekonfliktnih ubojstava i većinu izravnih smrtnih slučajeva u sukobima.

## Leksikologija
Androcid je koordinirani pojam femicida i hiponim rodocida. Etimološki korijen hibridne riječi izveden je iz kombinacije grčkog predmetka andro što znači »čovjek« ili »dječak«, s latinskim dometkom cide, što znači ubijanje.

## Ljudi
U proaktivnom scenariju ljudskih društava, androcid može biti namjeran cilj, možda da se degradiraju ofenzivne sposobnosti protivnika. U pasivnijem scenariju, androcid se uspoređuje s misandrijom kada društvo općenito sudjeluje ili dopušta učinkovito izricanje smrtne kazne značajnom dijelu muškaraca i dječaka, kao rezultat regrutacije za vojnu službu. Androcidni animozitet prema muškarcima može biti posljedica rivalstva, percepcije izazova njihovoj dominaciji ili kombinacije to dvoje. Neke organizacije koje su kritične prema feminizmu, kao i neki izdavači, tvrde da je napad na muškarce suvremeno pitanje u ratu. Androcid je također bio obilježje književnosti u starogrčkoj mitologiji kao i u hipotetskim situacijama u kojima postoji nesloga između spolova.

## Ratovanje
Općenito gledano, vojne službe će prisilno regrutirati muškarce da se bore u ratu, što neizbježno dovodi do velikih muških žrtava kada se suoče s muškarcima na protivničkoj strani. Muški civili čine većinu žrtava u masovnim ubojstvima u ratu. »Gendercide Watch«, neovisna skupina za ljudska prava, dokumentira raznovrste rodocide koji su počinjeni nad muškarcima: kampanja al-Anfal (Irački Kurdistan), 1988. — Armenski genocid, 1915. – 1917. — Ruanda, 1994. Ova praksa se događa jer vojnici vide suprotstavljene muškarce, borbene ili druge, kao suparnike i prijetnju njihovoj nadmoći. Alternativno, boje se da će ljudi pokušati uzvratiti i ubiti ih iz raznih razloga, uključujući samoobranu. Godine 1211. Džingis-kan je planirao masovna ubijanja muškaraca kao odmazdu za pobunu protiv svoje kćeri Alakhai Bekhi, sve dok ga ona nije uvjerila da kazni samo ubojice njenog muža, događaj koji je izazvao pobunu.

## Bilje
Što se tiče biljaka, androcid se može odnositi na pokušaje izravnog oprašivanja putem maskulacije određenih usjeva.

## Anfalski genocid
Anfalski genocid bio je genocid u kojem je ubijeno između 50 000 do 182 000 Kurda i tisuće Asiraca u završnoj fazi Iransko-iračkog rata. Ovaj čin počinjen tijekom kampanje al-Anfal predvodio je Ali Hassan al-Majid, po naređenju predsjednika Saddama Husseina. Anfal, koji je službeno započeo 1988., imao je osam pozornica u šest područja. Svaka je etapa slijedila iste obrasce, usmjeravala se civile do točaka u blizini glavne ceste, gdje su ih dočekali kolaboratori i prevezli do privremenih sastajališta gdje su potom podijeljeni u tri skupine: mladići i muškarci, žene i djeca, i starije osobe. Muškarce i tinejdžere više nikada nisu viđeni. Dok su žene, sva djeca i starci oba spola slani u logore, muškarcima su odmah skinuli odjeću i pogubili ih. Mnogi kurdski muškarci i dječaci su ubijeni kako bi se smanjila mogućnost uzvrata. Muškarci ubijaju druge muškarce kako bi stabilizirali svoje domene i odbili napade.